# Badlands (låt)
Badlands är en låt skriven och framförd av Bruce Springsteen som finns med på hans album Darkness On The Edge Of Town från 1978. Sången släpptes även som singel samma år och misslyckades då bli en topp 40 singel och nådde som bäst nummer 42 på den amerikanska Billboard-listan. Låten har sedan dess blivit en livefavorit både bland publiken och Springsteen själv och spelas ofta live.